# Toerisme en Spoorpatrimonium
Toerisme en Spoorpatrimonium (TSP) (Frans: Patrimoine Ferroviaire et Tourisme (PFT)) is een Belgische vereniging die voormalig spoorwegmaterieel bewaart, herstelt en rijvaardig houdt. Ze baat eveneens de Chemin de Fer du Bocq, de voormalige spoorlijn 128 tussen Ciney en Yvoir uit.
TSP heeft sinds de oprichting eind jaren 80 een gevarieerde collectie Belgisch spoorwegmaterieel verzameld.

## Collectie

### Stoomlocomotieven
De vereniging heeft 5 stoomloc's:
- 64.169: een Roemeense P8 (toegelaten op het NMBS net tot juni 2015),  (in restauratie sinds 2017).  Details zie: www.pftpft.be
- 26.101: een Poolse BR 52 (in restauratie sinds 2007).  Details zie: www.pftpft.be
- Krüpp Knapsack Cn2t 3113 (in restauratie sinds aankoop door TSP in 2015).  Details zie: www.pftpft.be
- La Meuse Bt 3235 (in restauratie sinds aankoop in 2007).  Details zie: www.pftpft.be
- Cockerill Bt 2331. (geen restauratieplan)  Details zie: www.pftpft.be

### Diesellocomotieven
| Nummer                | Serie    | Opmerking | Afbeelding    |
| --------------------- | -------- | --- | ------------- |
| 1603                  | CFL 1600 | In 1996 verkocht aan Vennbahn. Sinds 2005 bij TSP                                                                                                  | www.pfttsp.be |
| 202.020 (ex CFL 1602) | CFL 1600 | In 1996 verkocht aan Märklin. Sinds 1989 bij TSP                                                                                                   | www.pfttsp.be |
| 5117                  | HLD 51   | Voormalige 5161. Momenteel in kleuren 5001. Verkocht in 2017.                                                                                      | www.pfttsp.be |
| 5128                  | HLD 51   | In 2001 buiten dienst en naar TSP |               |
| 5149                  | HLD 51   | In 2002 buiten dienst en in 2006 naar TSP. In restauratie.                                                                                         |               |
| 5183                  | HLD 51   | In 2001 buiten dienst en in 2002 naar TSP. Tussen 2004 en 2009 gerestaureerd. Rijvaardig. Sinds 2018 op CFBocq.                                    |               |
| 5204                  | HLD 52   | In collectie van TSP sinds halverwege jaren 80. Zou uiteindelijk verkocht zijn aan een particulier omdat restauratie te veel inspanningen vergden. |               |
| 5205                  | HLD 52   | Tussen 2013 en 2015 gerestaureerd. Rijvaardig. Wordt ingezet op de CFB sinds 2015.                                                                 |               |
| 5927                  | HLD 59   | In restauratie |               |
| 5941                  | HLD 59   | Rijvaardig. Gerestaureerd sinds 2004. |               |
| 6003                  | HLD 60   | In collectie van TSP sinds halverwege jaren 80. Geschrapt in 2010 wegens te slechte staat. .                                                       |               |
| 6077                  | HLD 60   | Sinds 1988 buiten dienst. In collectie sinds 1989. Gerestaureerd.                                                                                  |               |
| 6106                  | HLD 60   | Rijvaardig. Niet gerestaureerd (gele liverei). |               |
| 7005                  | HLR 70   | Sinds 2001 bij TSP. Herschilderd in 2002. Rijvaardig.                                                                                              |               |
| 7103                  | HLR 71   | Sinds 2013 bij TSP (vanuit museumbewaarplaats Leuven). Niet gerestaureerd.                                                                         |               |
| 7305                  | HLR 73   | Wordt ingezet op de CFB. Herschilderd in 2019. |               |
| 7322                  | HLR 73   | Vermoedelijk gebruikt voor onderdelen |               |
| 7324                  | HLR 73   | |               |
| 7325                  | HLR 73   | |               |
| 7341                  | HLR 73   | Wordt ingezet op de CFB tot 2015. |               |
| 7402                  | HLR 74   | Wordt ingezet op de CFB sinds aankoop in 2017. Herschilderd in 2019.                                                                               |               |
| 8061                  | HLR 80   | Sinds 2003 bij TSP. Rijvaardig. In restauratie sinds 2019.                                                                                         |               |
| 8320                  | HLR 83   | Sinds 2003 bij TSP. Rijvaardig. Niet gerestaureerd.                                                                                                |               |
| 8428                  | HLR 84   | Sinds 2001 bij TSP. Rijvaardig. Werd ingezet op de CFB. Niet gerestaureerd.                                                                        |               |
| 8524                  | HLR 85   | Sinds 2002 bij TSP. Rijvaardig. Niet gerestaureerd.                                                                                                |               |
| 9135                  | HLR 91   | Sinds 2015 bij TSP. In restauratie. 9101 beschikbaar als onderdelenreserve.                                                                        |               |
| 9209                  | HLR 92   | Sinds 2001 bij TSP. Rijvaardig. Gerestaureerd in 2008.                                                                                             |               |
| CFL 802/806           |          | Sinds 2010 (806) en 2015 (802) bij TSP. Rijvaardig. Niet gerestaureerd.                                                                            |               |
| ABL 42550             | V36      | Sinds 2008 beheerd door TSP (onder eigendom van de Belgische Leger)                                                                                |               |
| CCB 215/216           | V36      | Sinds 2018 Te koop wegens gebrek aan bewaarcapaciteit. Geschrapt in 2019.                                                                          |               |

### Motorrijtuigen (diesel)
| Nummer | Serie           | Opmerking | Afbeelding      |
| ------ | --------------- | --- | --------------- |
| 4001   | MW40            | Geschrapt in 2017 wegens slechte conditie en gebrek aan bewaarcapaciteit.                                           |                 |
| 4006   | MW40            | door NMBS patrimonium hernomen in 2021 wegens gebrek aan bewaarcapaciteit sinds afsluiting bewaarplaats Schaerbeek. |                 |
| 4333   | MW43            | |                 |
| 4506   | MW45            | |                 |
| 4602   | 46              | Wordt ingezet op de CFB                                                                                             |                 |
| 4605   | 46              | In restauratie sinds 2009.                                                                                          |                 |
| 4612   | 46              | Ging later naar het Stoomcentrum Maldegem om daar voor onderdelen gesloopt te worden.                               |                 |
| 4618   | 46              | = 554.18. Wordt ingezet op de CFB.                                                                                  |                 |
| 4906   | MW49            | = 553.29 | In restauratie. |
| 551.26 | Serie 551 / 622 | | In restauratie. |
| ES 102 |                 | Gebruikt als werktrein op CFB tot 2013. Te koop.                                                                    |                 |

### Elektrische locomotieven
| Serie           | Nummer | Opmerking                                                                                       | Afbeelding |
| --------------- | ------ | ----------------------------------------------------------------------------------------------- | ---------- |
| HLE 15          | 1504   | In 2009 buiten dienst gezet en in 2010 door TSP gekocht. Rijvaardig.                            |            |
| HLE 16          | 1608   | In 2009 buiten dienst gezet en in 2011 door TSP gekocht. Rijvaardig. Goudkleurig.               |            |
| HLE 18 (Alstom) | 1805   | In 1999 buiten dienst gezet en in 2001 door TSP gekocht. Rijvaardig.                            |            |
| HLE 20          | 2021   | In 2012 buiten dienst gezet en in 2014 door TSP gekocht. Rijvaardig.                            |            |
| HLE 22          | 2201   | In 2003 buiten dienst gezet en in 2009 door TSP gekocht. Rijvaardig.                            |            |
| HLE 23          | 2309   | In 2012 buiten dienst gezet en in 2013 door TSP gekocht. Rijvaardig.                            |            |
| HLE 25          | 2551   | Meerspanning loc. In 2011 door TSP gekocht.                                                     |            |
| HLE 26          | 2629   | In 2012 buiten dienst gezet en in 2013 door TSP gekocht. Rijvaardig.                            |            |
| HLE 28          | 2801   | In 1998 buiten dienst gezet en in 2014 door TSP gekocht. Niet rijvaardig.                       |            |
| HLE 29          | 2913   | In 1984 buiten dienst gezet en in 2011 door TSP hernomen van NMBS patrimonium. Niet rijvaardig. |            |

### Personenrijtuigen
| Nummer     | UIC                | Serie   | Opmerking | Afbeelding |
| ---------- | ------------------ | ------- | --- | ---------- |
| AR 9015    | 51 88 84-80 201-9. | I2      | In 1952 geleverd aan NMBS als I2 A 10.154, in 1956 11.134, in 1963 11.908. Buffetrijtuig. Wordt meestal ingezet als begeleidingsrijtuig bij stoomtreinen. Afkomstig van CFV3V. |            |
| AR 11.901  | 51 88 84-80 201-9  | I2      | In 1952 geleverd aan NMBS als I2 A 10.147, in 1956 11.127, in 1963 11.901. Buffetrijtuig. Afkomstig van CFV3V.                                                                 |            |
| 14.512     | 51 88 50-70 512-1  | I5      | Wordt gebruikt als overnachtingsmogelijkheid voor vrijwilligers bij de CFB. |            |
| A 21.019   | 50 88 18-40 19-6   | K1      | In 2011 overgenomen van SSN. Rijvaardig. |            |
| A 21.101   |                    | K1      | In 2001 overgenomen van Vennbahn. Gesloopt. |            |
| A 21.122   | 50 88 19-48 022-1  | K1      | In 2001 overgenomen van Vennbahn.Rijvaardig. |            |
| A 21.125   | 50 88 19-48 024-7  | K1      | In 2001 overgenomen van de Vennbahn. In restauratie. |            |
| A 21.127   | 50 88 19-48 026-2  | K1      | In 2001 overgenomen van Vennbahn. Rijvaardig. |            |
| AD 28.117  |                    | K1      | In 2001 overgenomen van Vennbahn. Gesloopt. |            |
| BD 29.126  | 50 88 18-40 126-9  | K1      | In 2011 overgenomen van SSN. Rijvaardig. |            |
| B 42.002   |                    | M1      | Een prototype. Niet gerestaureerd. |            |
| B 42.097   | 50 88 29-18 694-1  | M1.     | Rijvaardig. |            |
| AB 43.045  | 50 88 38-18 645-2  | M1      | Rijvaardig. |            |
| BDx 49.108 | 50 88 82-18 618-4  | M1      | Stuurstandrijtuig. Niet gerestaureerd. |            |
| A 41016    |                    | M2      | Herschilderd in 2019. |            |
| A 00.151   | 61 88 2989 980-5   | TEE PBA | INOX |            |